# Dobrohošť
Obec Dobrohošť (německy Dobrohost, Doberholtz) se nachází v okrese Jindřichův Hradec v Jihočeském kraji. Leží 4 km východně od Dačic. Žije zde 47 obyvatel. 
Sousedními obcemi sídla jsou Budíškovice a Dačice.
Ves je schovaná v údolí Dobrohošťského potoka, který se v sousedním Bílkově vlévá do Vápovky. Ve 14. století ležela ves v těsné blízkosti mezi hrady Bílkov a Krumvald. Západně od vsi je z kopce Stařeček, 542 m n. m., rozsáhlý výhled na Dačickou kotlinu s městem Dačice. Na severu Na Čihadle je nejvyšší místo katastrálního území Dobrohošť, 587 m n. m. a na jihovýchod největší rybník zvaný Zádušák. Z celkové výměry 338 ha tvoří polovinu les. Obec má 16 čísel popisných (1-18, mimo 2 a 6).

## Historie
Ves Dobrohošť je poprvé zmiňována v pramenech k roku 1399, kdy ji Heřman z Hradce prodal s bílkovským zbožím Janovi z Kravař. Od počátků své historické existence tak Dobrohošť těsné souvisela s vedlejším Bílkovem, jako součást bílkovského statku. S tím se také měnili majitelé, kterými byli od roku 1404 páni z Hradce až do zničení bílkovského hradu v roce 1444, v roce 1459 se ves dostala spolu s celým bílkovským zbožím do vlastnictví Krajířů z Krajku, kde setrvala celé 16. století. Od roku 1610 pak již sdílela osudy dačického panství až do zrušení patrimoniální správy v roce 1849. Východně 2 km od Dobrohoště stával v lese hrad Krumvald.
Podle vceňovacího operátu žilo v roce 1843 v Dobrohošti 82 obyvatel, z toho 39 mužů a 43 žen ve 14 domech a 15 domácnostech. Z nich se živilo 7 obyvatel zemědělstvím a 8 bylo nádeníků. Desátky byly odváděny panství Dačice. Z Dobrohošté se jezdilo na týdenní sobotní trhy do Dačic.

### Správní začlenění obce od roku 1850
Do roku 1849 byla Dobrohošť součástí panství Dačice v Jihlavském kraji. V letech 1850 až 1855 byla podřízena pravomoci Podkrajského úřadu v Dačicích. Po zřízení smíšených okresních úřadů s politickou a soudní pravomocí byla v letech 1855 až 1868 podřízena Okresnímu úřadu v Dačicích. Když byly roku 1868 veřejná správa a soudnictví opět odděleny, vrátila se pod politickou pravomoc Okresního hejtmanství v Dačicích, od roku 1919 okresní správy politické a od roku 1928 okresního úřadu tamtéž až do roku 1945.
Po osvobození v květnu 1945 náležela pod Okresní národní výbor v Dačicích a v jeho rámci od roku 1949 pod nově vzniklý jihlavský kraj. Toto začlenění trvalo až do poloviny roku 1960, kdy byla Dobrohošť po územní reorganizaci s moravským Dačickem začleněna pod správní okres Jindřichův Hradec a Jihočeský kraj, což trvalo až do zrušení Okresního úřadu v Jindřichově Hradci koncem roku 2002. V roce 1960 byla Dobrohošť v rámci integrace obcí sloučena s obcí Bílkovem a v roce 1980 byla s Bílkovem sloučena s Dačicemi. V roce 1990 se opět osamostatnila. Od roku 2003 spadá pod pověřený městský úřad v Dačicích v samosprávném Jihočeském kraji.

### Statistika počtu domů a obyvatel
V roce 1850 měla 67 obyvatel. V roce 1880 měla obec 14 domů a 79 obyvatel, roku 1900 14 domů a 81 obyvatel, roku 1921 14 domů a 83 obyvatel, v roce. 1930 14 domů a 88 obyvatel, roku 1947 15 domů a 50 obyvatel, roku 1950 15 domů a 44 obyvatel, roku 1970 12 domů a 53 obyvatel, v roce 1982 13 domů a 40 obyvatel. Katastr obce měl v roce 1900 výměru 336 ha.

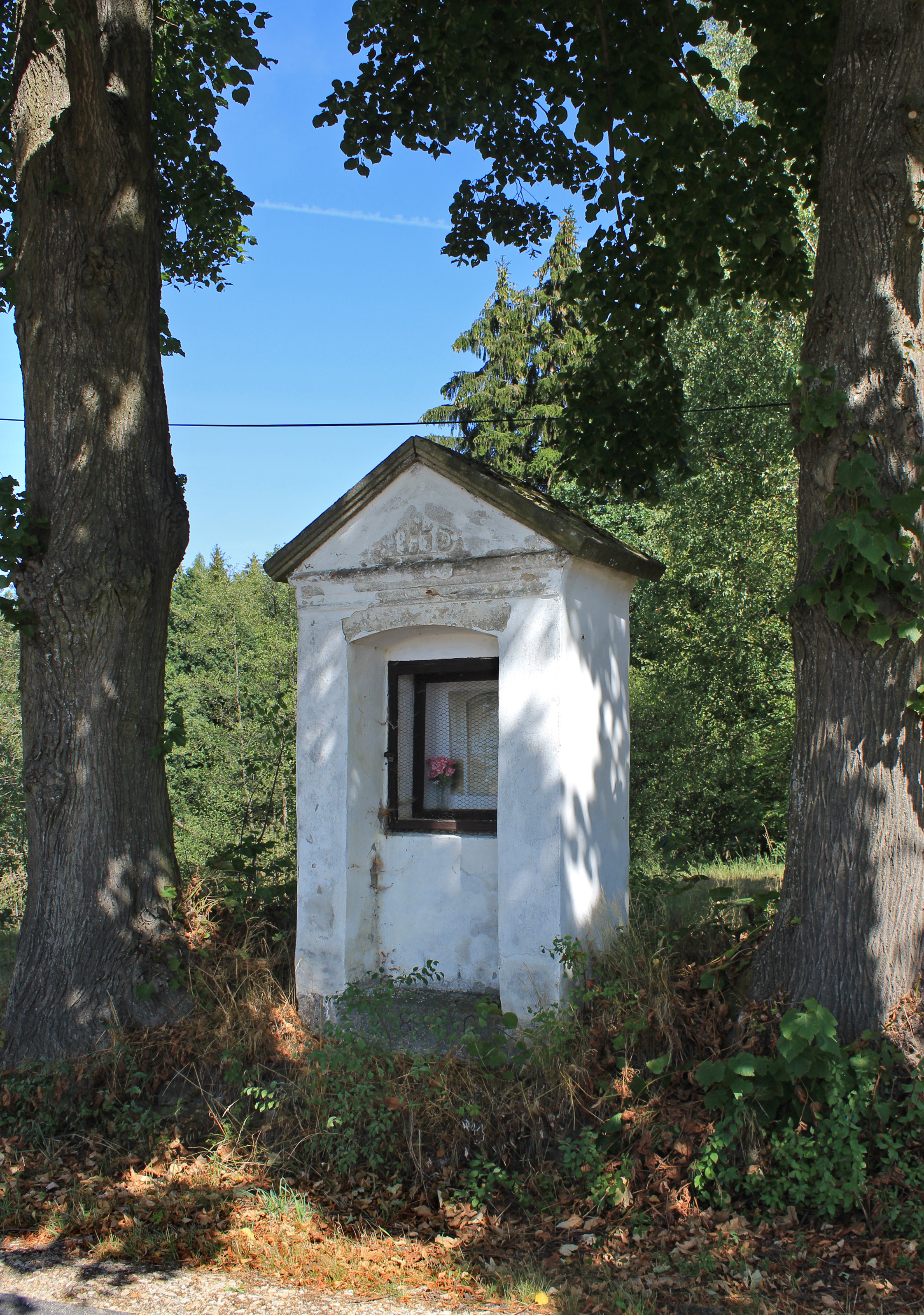
Kaplička sv. Prokopa

### Vývoj obce do konce 20. století
Ve 2. polovině 19. a v 1. polovině 20. století se většina obyvatelstva obce živila zemědělstvím. V roce 1900 byla výměra hospodářské půdy 327 ha. Dobrohošť byla od roku 1911 osadou obce Bílkov. K roku 1924 se uvádí 8 hospodařících rolníků, správa revíru velkostatku Dalbergů. Obec byla elektrifikována připojením na síť ZME Brno roku 1932.
JZD vzniklo roku 1956, v roce 1960 bylo sloučeno s JZD Bílkov a v roce 1974 do JZD Československo sovětského přátelství Hříšice. Po roce 1945 postavena budova radnice (2004).

## Doprava
Nejbližší železniční stanice je v Dačicích.

## Spádovost
Spádovou obcí jsou Dačice, kde se nachází pošta, zdravotní a matriční obvod, a římskokatolická farnost.

## Pamětihodnosti
V roce 1767 si obec nechala vybudovat kapli sv. Anny, dříve zasvěcenou sv. Prokopu, jehož malá kaplička stojí na silnici za obcí směrem k Budíškovicím. V roce 2004 byla při rekonstrukci vnitřní části kaple objevena pod omítkou nástěnná malba. U kaple se nachází kamenný kříž z roku 1861.
Na vrchu Stařeček se nachází Boží muka.

## Osobnosti
- Václav Svatkovský z Dobrohoště, šlechtic[6]

## Galerie

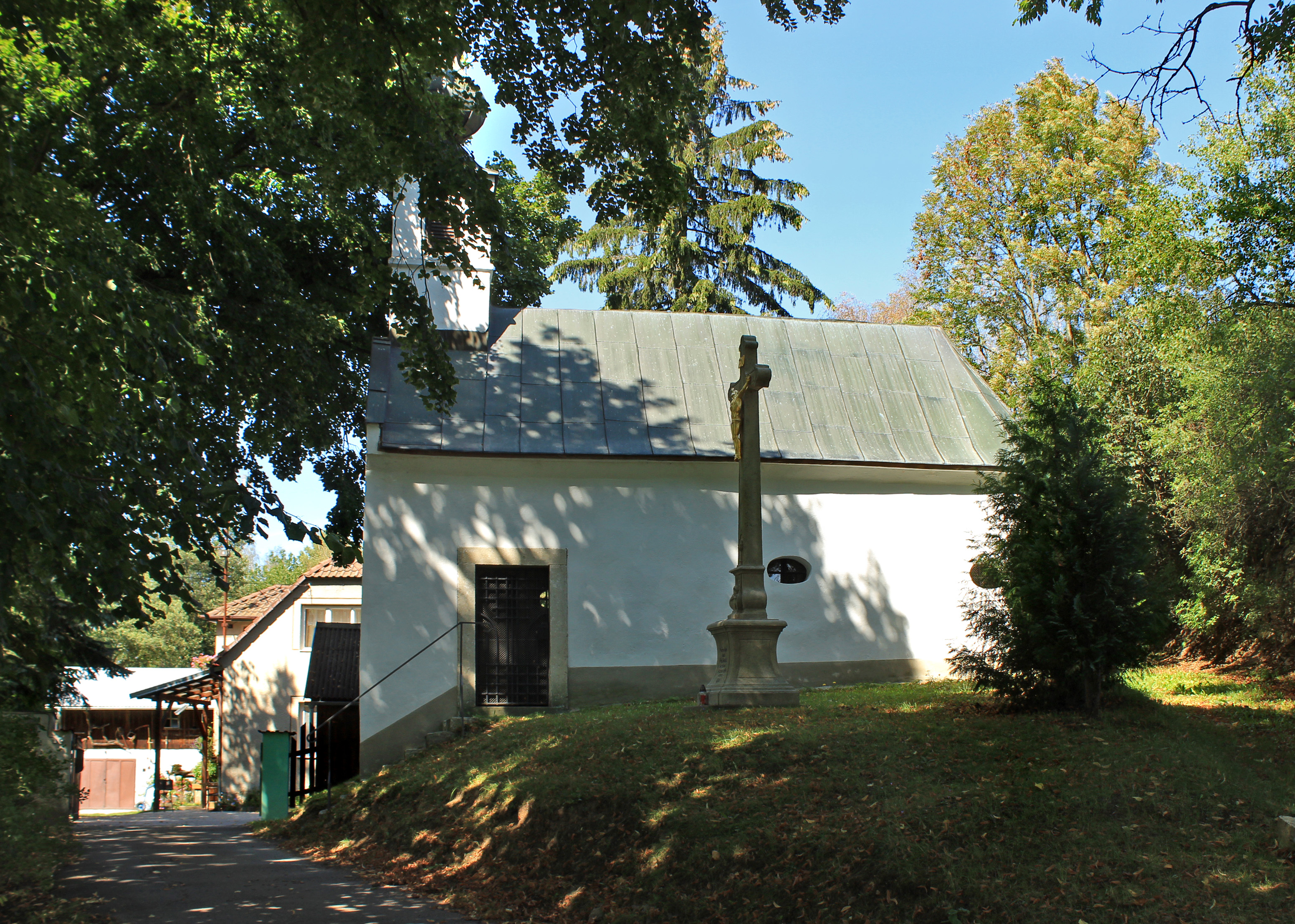
Kaple sv. Anny
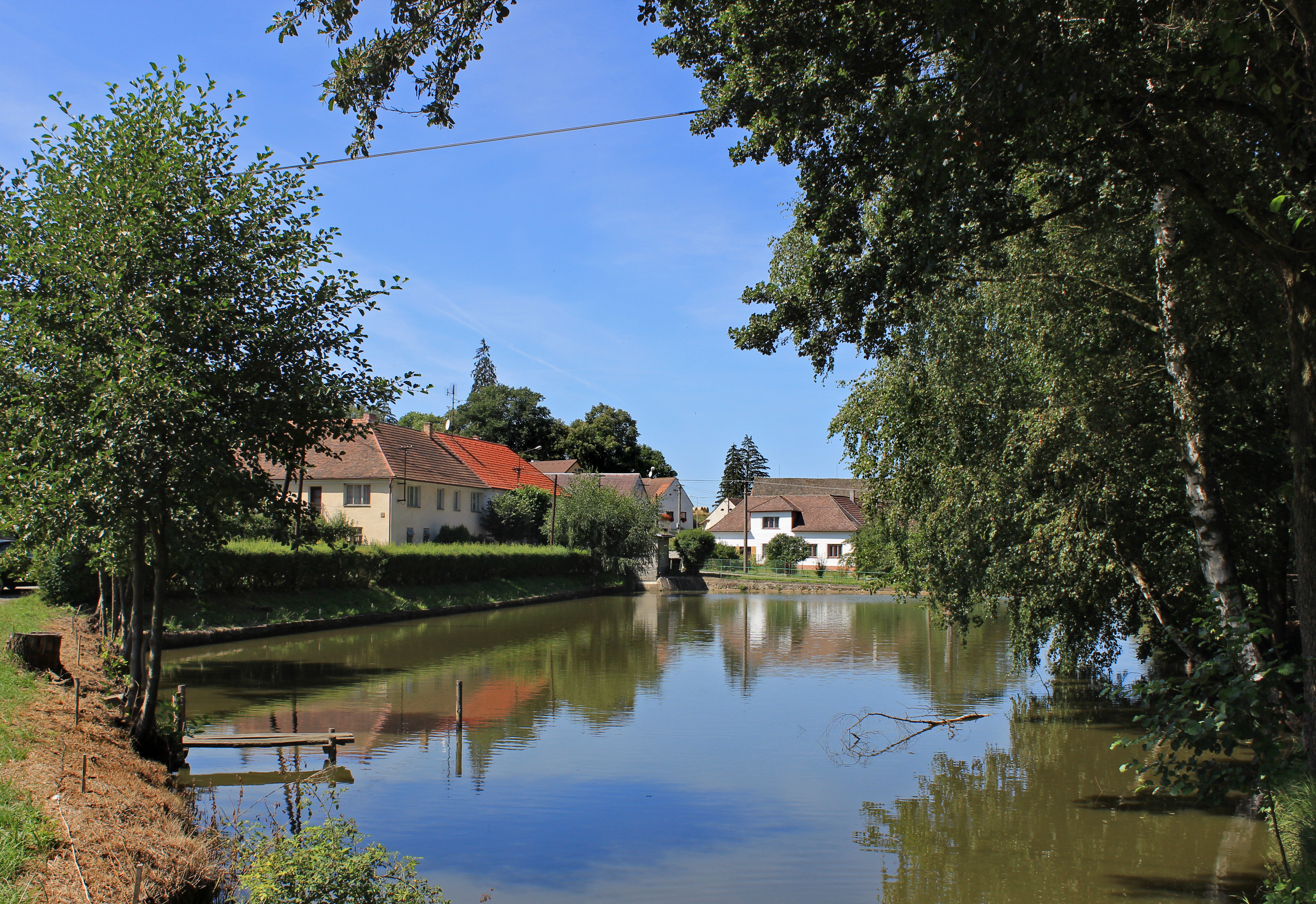
Rybník ve středu vesnice
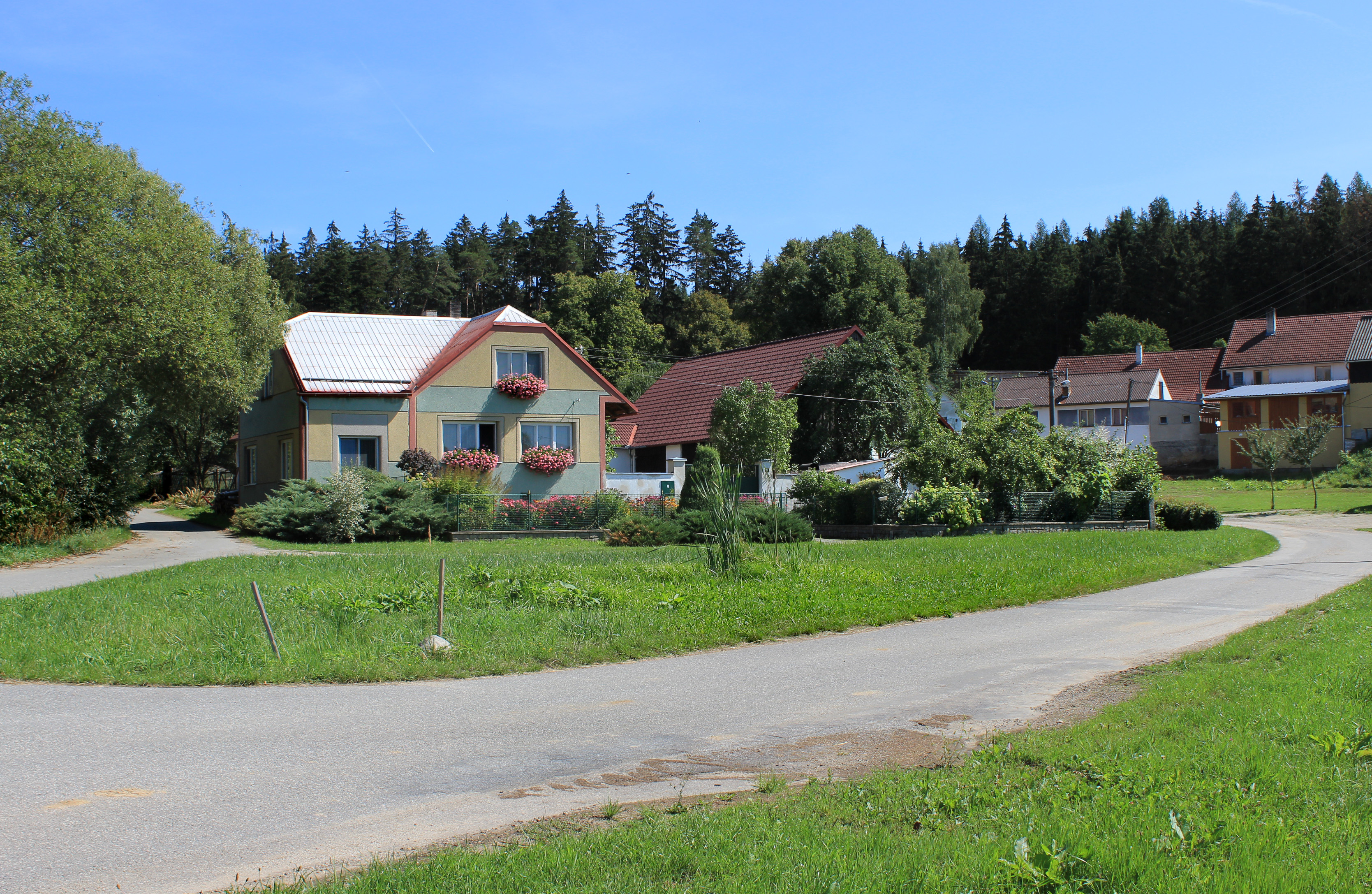
Východní část obce